# Apapelgino
Apapelgino (ryska Апапельгино) är en by i den autonoma regionen Tjuktjien i Ryssland. Byn ligger nordost om Pevek. Folkmängden uppgick till endast en handfull invånare vid folkräkningen 2002. De flesta av invånarna förflyttades till centrala Pevek under åren 2001 och 2002.

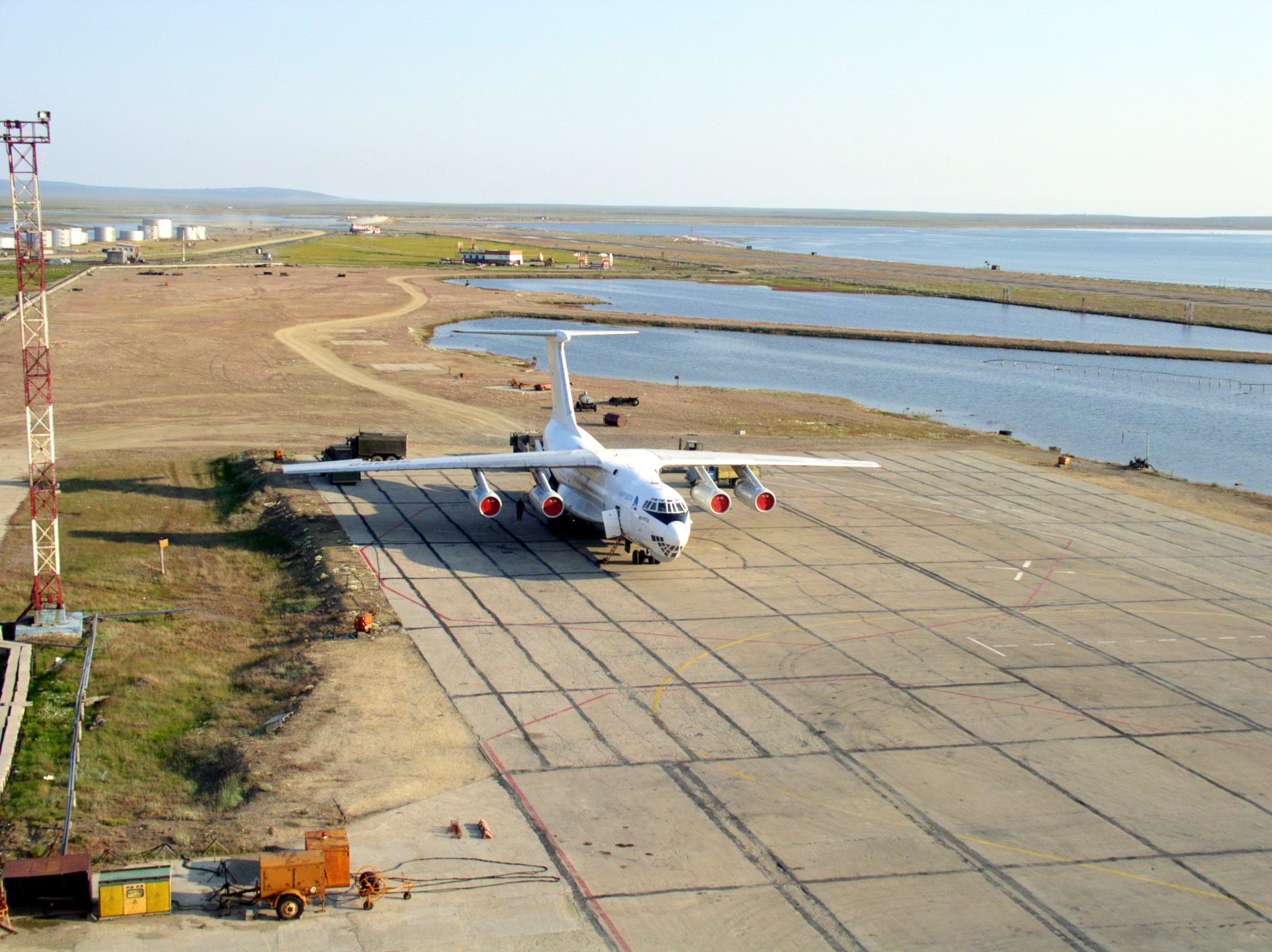
Utsikt mot söder från Peveks flygplats.